# Maison de Neufchâtel
Ne pas confondre avec la maison de Neuchâtel (Suisse).
La maison de Neufchâtel (parfois Neuchâtel, en latin Novo Castro), également Neufchâtel en Bourgogne ou Neufchâtel-Bourgogne, est une famille médiévale de haute noblesse franc-comtoise, originaire de la commune Neuchâtel-Urtière, dans l'actuel département du Doubs.
Les historiens ont pris l'habitude de retenir pour cette famille en Comté la graphie Neufchâtel, avec un F, afin de la distinguer de la famille comtale suisse de Neuchâtel, sans F,,. La forme médiévale pour les seigneurs étaient Neufchastel ou Neuf-Chastel (en latin Novo Castro).

## Historique

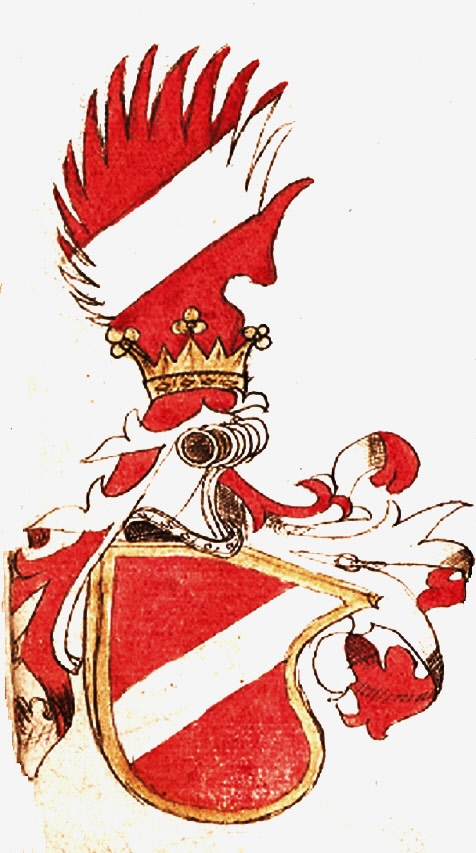
Armoiries des Neufchâtel-en-Bourgogne vers 1475 –1500.

« Aux XIVe siècle et XVe siècle, les Neuchâtel tenaient un des premiers rangs parmi les seigneurs de la Comté, à raison des titres dont ils furent honorés, des prérogatives dont ils jouirent, enfin, des alliances qu'ils contractèrent. Cette maison possédait plus de quatre cent vassaux […] Aux XIe siècle et XIIIe siècle, les seigneurs suzerains portaient seuls le titre de sire qui veut dire maître. Thiébaud III de Neuchâtel était surnommé le grand sire ; ses descendants prirent le titre de baron qui désigne un homme brave et noble, et de chevalier banneret, c'est-à-dire ayant droit de lever bannière, et de réunir des hommes d'armes sous son commandement. À la fin du XVIe siècle, ils étaient décorés du titre de comte […] Au XIIIe siècle et XIVe siècle, ils tenaient un rang fort peu inférieur à celui des comtes de Montbéliard, et le comte palatin de Bourgogne les traitait indifférement de cousins et féaulx. »

— Richard (1840).

### Origines
Les origines restent, en l'état actuel des sources, incertaines. Certains auteurs anciens, comme le rappelait Dunod de Charnage (Mémoire pour servir à l'histoire du comté de Bourgogne, 1740), ont cherché une origine commune avec la famille comtale Suisse, toutefois ces hypothèses sont jugées erronées à la suite des travaux de Faget de Casteljau (1977), Debry (depuis 1975) et Birquy (2008, 2010, 2012),.
Le surnom toponymique Neufchâtel — en latin Novo Castro — apparait pour la première fois dans un acte de donation pour la fondation de l'abbaye de Lucelle, en 1136. Trois seigneurs sont à l'origine de cette fondation : Hugues/Hugo, Amédée et Richard de Montfaucon (Hugone et Amedeo et Ricardo de Montefalconis),. Le toponyme Nouo castro apparait quatre fois dans cet acte, associé aux noms : Walone, Petrus, Walo, et Gerardus,. Selon Vieillard (1884), Hugues/Hugo, Amédée et Richard « [pourraient] avoir été la souche de la maison de Neuchâtel en Comté », car trois ans plus tard, en 1139, ils apparaissent à nouveau dans un acte où ils sont qualifiés de nobles (nobilis viri) et ils sont associés à des surnoms toponymiques suivants : Amédée de Neuchâtel (Amideo de Novo Castro), Hugues de Charmoilles (Hugonis de Calmillis), et Richard de Montfaucon (Ricardo de Montefalconis),. Au cours des décennies suivantes, « huit individus portant le même nom » apparaissent dans le Cartulaire de Lieucroissant,. Plusieurs auteurs en ont fait trois frères. Vieillard (1884) concluait, à partir des travaux de Jules Gauthier, archiviste du Doubs, « que Hugues, Amédée et Richard II de Montfaucon furent trois frères, souches des familles d'Azuel, de Neuchâtel en Comté et de Montfaucon-Montbéliard, ayant les mêmes armoiries », précisant par la suite « que quant aux divers nobles de Neuchâtel dont nous avons parlé, ils furent soit des fils légitimes ou illégitimes d'Amédée de Neuchâtel, soit des fils ou petits-fils d’une de ses sœurs, soit plutôt des ministériels du château de Neuchâtel en Comté. » Selon Gauthier, les trois maisons (Azuel, Neufchâtel et Montfaucon) ont toutes portées de gueules à la brande d'argent,. Dodivers (1975) et Muller (2015) soulignent que cette parenté n'est pas attestée, « les liens de parenté précis ne peuvent être élucidés » (Muller). Dodivers (1975) avance que les trois seigneurs de Montfaucon étaient vraisemblablement cousins et que Amédée de Montfaucon, seigneur de Neuchâtel, serait à l'origine du château.
Faget de Casteljau avancent, dans les années 1970, une autre hypothèse sur l'origine de la famille de Neufchâtel, qui est présentée notamment par Dodivers (1975) et Muller (2015). Selon lui, les Neufchâtel trouvent leur origine dans la famille comtoise de Dramelay (ou Tramelay). Il indique que la seigneurie de Neufchâtel passe des Montfaucon aux Dramelay, d’Amédée de Montfaucon, seigneur de Neufchâtel, précédemment cité, à Humbert de Dramelay, vivant au cours du dernier tiers du XIIe siècle,,. À partir de ces personnages une filiation est établie. Humbert de Dramelay (ou Tramelay), a trois fils : Guillaume, seigneur de Châtillon(-sous-Maîche) et dont le fils, Eudes, est auteur de la seconde famille de La Roche, Fromond [II], seigneur de Neufchâtel et de Frasne, et Amédée, archevêque de Besançon (1193-1220),. 
Fromond [II] a deux fils, Thiébaut [I], qui hérite de la terre de Neufchâtel et souche de cette famille, et Amédée, celle de Frasne, et souche des connétables du Comté de Bourgogne,,. Les deux fils sont mentionnés pour la première fois dans un acte de leur père en 1210. Muller (2015) relève l’hypothèse que le prénom Thiébaut (Thiébaud), qui fait office de leitname (de) ou nom de lignée, semble provenir de la famille de Rougemont. 
La filiation de la maison de Neufchâtel débute avec Thiébaut Ier (Theobaldo de Castello novo), mentionné à partir de 1210.

### ThiébautIer, seigneur de Neuchâtel (XIIIesiècle)
Au début du XIIIe siècle, Thiébaut Ier hérite de son père, Fromond [II], de la seigneurie de Neuchâtel correspondant à quelques villages des environs, ainsi que de possessions situés dans l'est, entre le Doubs et l'Ognon, dans le val de Montmartin et à Uzelle. Thiébaut (Theobaldus de Casttelo Novo) possède également Silley, possession pour laquelle il se reconnait homme-lige du comte de Champagne, Thibaud IV, en septembre 1215,. Il réserve toutefois sa fidélité u’il doit au comte de Bourgogne à son oncle Guillaume de la Roche, et aussi les droits d'Hugues de Rougemont,.
Il obtient en alleu du monastère de Lieu-Croissant une île sur un méandre du Doubs. Il fait édifier un château, dans la première moitié du XIIIe siècle, à l'origine de la seigneurie de L'Isle-sur-le-Doubs,.
Au cours du conflit issu de la succession du comté de Bourgogne, les Neufchâtel soutiennent le comte de Bourgogne, Othon II,.
Le prestige des Neufchâtel semble plutôt important quant au rôle joué par Thiébaut Ier alors que son domaine est modeste. Ainsi en 1227, il obtient la garde du château de Poligny, situé dans le Jura,. Peu après, il semble occuper d'une situation proche avec la forteresse de Châtillon-le-Duc. Il est l'un des dix chevaliers garants lors de la signature du contrat de mariage, en 1231, entre la fille d'Othon II, duc de Méranie et comte de Bourgogne, et le fils de Jean Ier le Sage ou l'Antique.
Il épouse en premières noces Perrette de Dampierre, veuve de Géraud/Gérard de Mâcon-Vienne, seigneur de Vadans. Ce mariage n'est pas mentionné dans les généalogies anciennes, mais attesté par plusieurs actes. Elle semble apporter en douaire La Ferté-sous-Vadans. Le couple semble avoir cinq enfants. En 1232, il obtient de Jean Ier le Sage ou l'Antique la « villam de Montbarrey », située non loin de La Ferté,. Les Neufchâtel devront désormais rendre hommage aux Chalon. Muller observe qu' « après 1237, les Neufchâtel semblent plutôt limiter les acquisitions dans ce secteur où les Chalon se sont très solidement implantés. ». Thiébaut contracte un second mariage avec Elisabeth de Jonvelle, vers la fin des années 1230. Thiébaut ne semble obtenir aucune terre de cette union, ni d'enfant.
En 1244, Thiébaut semble détenir, en fief ou en garde, le château de Baume(-les-Dames). Au cours de ce siècle, le seigneur de Neuchâtel est mentionné comme « Vycuens de Balme», traduit par plusieurs auteurs sous la forme vicomte de Baume. Thiébaut fait plusieurs dons à l'abbaye de Baume-les-Dames, où sa fille est moniale. Le monastère devient « une zone d’influence pour le lignage » (Muller).

### Seigneurs en ComtéXIIIe–XIVesiècles
La puissance acquise permet l'implantation de la famille dans le comté de Bourgogne entre les cités de Besançon et de Montbéliard au cours des XIIIe et XIVe siècles .
Thiébaut IV accorde en mai 1308 une charte de franchises à L'Isle-sur-le-Doubs,. Celle-ci sert de modèle pour les chartes accordés à d'autres possessions, notamment Blamont (décembre 1308), Neuchâtel-Urtière (1311), Clémont (1338), puis plus tardivement à Fontenoy-le-Château (1395),.

### Expansion régionale (XIVe–XVIesiècles)
L'aire d'influence des Neufchâtel s'étend dans les régions voisines tant dans le duché de Bourgogne, qu'en Lorraine et en Barrois, mais aussi jusqu'au Luxembourg.

## Branches

### Branche aînée
Richard de Neuchâtel, (? - 9 décembre 1259/10 juin 1295), dit "le grand sire", seigneur de Neuchâtel-Urtière, de Clémont et de Montbarrey. Par son mariage il se voyait doté des seigneuries d'Héricourt, de Blamont, de Clémont, du Châtelot, de Bermont et de Cusance.
Mariage et succession :

Il épouse Margueritede Montfaucon-Montbéliard (fille de Thierry III de Montbéliard ), dont notamment :
Thiébaud III de Neuchâtel, (? - vers 1304), sire du Châtelot. À la mort de son père il reçoit la seigneurie de Neuchâtel-Urtière, le fief de L'Isle-sur-le-Doubs et les terres situées près de Longevelle, de Lanthenans, d'Uzelles, de Mont-Martin et la "grange Corcelles" (qui était un hameau d'une douzaine de maisons à quelque distance de l'Isle-sur-le-Doubs et qui existait dès 1136). En 1263 il fonde Yla, qui deviendra bien plus tard L'Isle-sur-le-Doubs, la nouvelle ville était composée de trois parties : le Magny, la Rue (qui existait dès avant 1187) et l'Isle proprement dite. Il fait tout d'abord bâtir une enceinte pour fortifier "la Rue" puis construire le pont de "Magny" ainsi qu'une porte, ceci fait il érige deux tours avec pont-levis et jette les fondations du château de l'Isle pour remplacer la maison que sa famille y possédait. Afin de peupler au plus vite sa nouvelle ville il accorde des franchises et développe le commerce. Durant sa vie il s'applique à étendre la suzeraineté de sa maison sur un grand nombre de fiefs du comté de Bourgogne dont celui de Dampierre, de Blamont, de Clémont, de la forteresse de Bermont, de La prévôté de Mathay, il obtient la garde de l'abbaye Sainte-Odile et le titre de vicomte et prévôt de Baume-les-Dames.
Mariage et succession :

Il épouse Jeanne-Agnès, (vers 1250 - avant 1324), dame de Vers, de Lemuy et de L'Isle-sur-le-Doubs (son douaire), fille de Gaucher II de Commercy et de Marguerite de Bellevesvre, de qui il a dont notamment :
Thiébaud IV de Neuchâtel, (après 1270 - 1336/37), seigneur de Neuchâtel-Urtière et de Blamont, vicomte de Baume-les-Dames. Avec le consentement de sa mère il ratifie les franchises de L'Isle-sur-le-Doubs, puis il les accorde à Blamont en 1308, dont son fils fera construire l'hôpital en 1351, et à Clémont, le 15 mars 1315 il se voit confier la garde de l'abbaye de Lieu-Croissant et du prieuré de Lanthenans et en 1325 il s'empare du château de Bermont. Entre 1309 et 1337, un grand nombre de seigneurs se déclarèrent vassaux de Thiébaud.
Thiébaud V de Neuchâtel, (vers 1317 - 1366), seigneur de Neuchâtel et de Blamont. Philippe II de Bourgogne le nomme vicomte de Baume-les-Dames, gardien de l'abbaye de Lieu-Croissant et du prieuré de Lanthenans et lui confie en fief un grand nombre de seigneuries. Dès 1366 il est nommé gardien du Comté de Bourgogne et quelques années plus tard il affranchit d'anciens serviteurs de sa maison, créant ainsi les premiers droits de propriété du comté de Neuchâtel.
Mariages et succession :

Il épouse en premières noces en 1335 Jeanne, fille de Jean II de Châlon-Auxerre et d'Alix de Bourgogne-Comté (fille de Renaud de Montbéliard, dame de Montaigu, du bourg de Lons et de Montfleur : mais ces fiefs restent en fait aux Chalon-Auxerre-Tonnerre), puis en secondes noces le 11 juin 1342 Catherine, (? - 1359), fille de Jean Ier de Chalon-Arlay et d'Alix de Clermont-Nesle.

- (1) Thiébaud VI qui suit,
- (2) Jean, (? - 4 octobre 1398), nommé cardinal de Neuchâtel en 1385 par le pape Clément VII, évêque de Nevers (de 1371 à 1372) puis de Toul (1373-1384),

Thiébaud VI de Neuchâtel, (vers 1337 - entre le 13 décembre 1400 et le 22 juillet 1401), seigneur de Neuchâtel.
Mariage et succession :
Il épouse le 28 août 1360 Marguerite de Bourgogne ou Chalon-Montaigu, (? - vers 1397/1400), dame de Montaigu, sœur et héritière de Jean II de Bourgogne, de qui il a :
- Thiébaud VII, qui suit,
- Humbert (1377 - 22 juin 1418), évêque de Bâle (1399-1418),
- "Jean Ier de Neufchâtel-Montaigu" (1375/79 - 11 avril ou septembre 1433), seigneur de Montaigu et de Fontenoy-le-Château, chevalier de l'ordre de la Toison d'or (1430)[42] : il épouse Jeanne de Ghistelles,

Thiébaud VII de Neuchâtel, (vers 1360/61 - Bataille de Nicopolis 1396), seigneur de Neuchâtel, de Châtelot et de Risnel. Son mausolée est en l'église des Cordeliers à Nancy.
Mariage et succession :

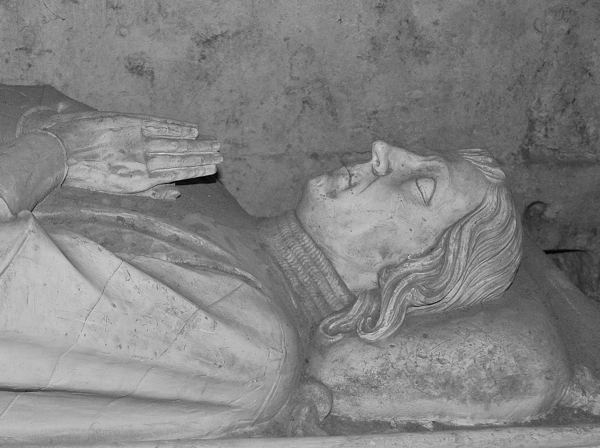
Thiébaud VII de Neuchâtel-Bourgogne.

Il épouse le 4 avril 1373 Alix de Joinville, (vers 1360 - 26 décembre 1396/1413), dame de Châtel-sur-Moselle, de Bainville, de Chaligny et de La Ferté-sur-Amance, fille d'Henri V de Joinville-Vaudémont et de Marie de Luxembourg-Ligny dame de Houdan, dont notamment : 
- Thiébaud VIII qui suit,

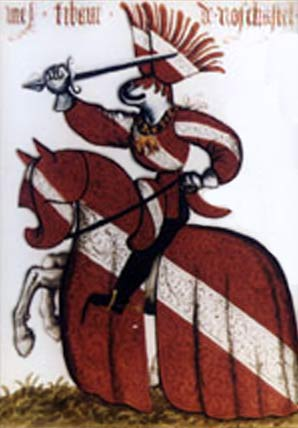
Thiébaut VIII de Neufchâtel dans le Grand Armorial équestre de la Toison d'or.

Thiébaut VIII de Neufchâtel, (1386/87 - 21 mai 1459), enterré à L'Isle-sur-le-Doubs dans l'Église de-la-Nativité-de-la-Très-Sainte-Vierge, chevalier, seigneur de Neuchâtel, de Châtel-sur-Moselle, Chaligny et de Pesmes, lieutenant-général pour les deux Bourgognes et le comté du Charolais, décoré de l'ordre du Dragon par Sigismond Ier du Saint-Empire en 1418, conseiller et grand maître de la maison du roi de 1418 à 1422, chevalier de l'ordre de la Toison d'or (1433), conseiller de Catherine de Bourgogne pour la Haute-Alsace. La mort de son grand-père vers 1400 fait de Thiébaud VIII, à 14 ans, le chef de cette puissante famille tout en étant sous la tutelle de son autre grand-père Pierre d'Avilley. Ses deux mariages vont lui permettre de considérablement augmenté sa fortune. Jean II de Grandson, allié à Thiébaud VIII par le mariage de sa tante Catherine de Neuchâtel à son grand-père Jean Ier de Grandson, était seigneur de Pesmes. Fortement endetté il engage la seigneurie de Pesmes auprès de la seconde épouse de Thiébaud VIII. Il ne réussira pas à lever cet engagement, ni ses héritiers Simon et Heylion II, c'est pourquoi Thiébaud VIII se parait du titre de seigneur de Pesmes.
Mariages et succession :

Il épouse en premières noces le 22 avril/14 mai 1398 Agnès de Montfaucon, (? - 23 août 1439), dame de Marnay et du Fay, vicomtesse de Blaigny, fille d'Henri de Montbéliard et de Marie de Châtillon vicomtesse de Blaigny, puis en secondes noces le 8 novembre 1440 Guillemette de Vienne, (? - 22 septembre 1472), dame de Bussière et de Port-sur-Saône, fille de Philippe de Vienne (fils de l'amiral) et de Philiberte de Maubec.

Du premier mariage il a :
- Thiébaud IX, dit "le Jeune" qui suit,
- Jean (II) : auteur de la branche de Montaigu et des vicomtes de Bl(a)igny,

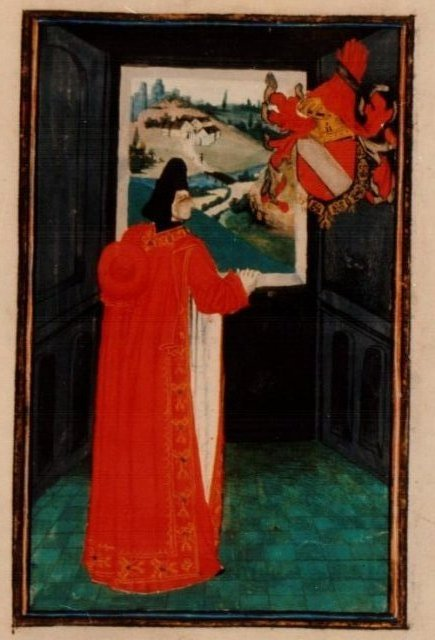
Thiébaut IX de Neufchâtel dans Statuts, Ordonnances et Armorial de l'Ordre de la Toison d'Or.

Thiébaut IX de Neufchâtel, (vers 1412 - 4 décembre 1469), dit "le Jeune", enterré à l'abbaye de Lieu-Croissant, chevalier, seigneur de Neuchâtel, de Blamont, de Châtel-sur-Moselle et d'Épinal, chevalier de l'Ordre de la Toison d'or en 1433, maréchal de Bourgogne en 1442, gouverneur de Bar, conseiller de Philippe III de Bourgogne et de Charles le Téméraire. Il choisit pour héritiers de son grand-oncle Jean Ier de Montaigu la nouvelle branche de de Montaigu en la personne de son frère Jean II (branche vue plus loin).
Mariage et succession :

Il épouse en février 1437 Bonne, (? - 9 août 1474), dame de Boussenois et de Grancey, fille de Bernard de Châteauvillain et de Jeanne de Saint-Clair, de qui il a :
- Thiébaud X, dit « l'Aîné », (1438 -1462), capitaine et seigneur d'Héricourt, maréchal de Bourgogne, sans enfant,
- Agnès, (? - janvier 1474), chanoinesse de Remiremont à partir de 1463,
- Henri, (1440 - Blois 1504), enterré à l'abbaye de Lieu-Croissant, seigneur de Neuchâtel, d'Héricourt, d'Épinal, de Châtel-sur-Moselle, de Bainville, de Grancey et de Chaligny, vicomte de Baume-les-Dames, maréchal et lieutenant-général de Bourgogne, gouverneur de Bar, il épouse Jeanne de Chalon, sans enfant,
- Antoine Ier, (1448 - 28 février 1495), abbé du monastère de Luxeuil puis évêque de Toul (à l'âge de 12 ans, 1461-1495),
- Guillaume, (1458 - Héricourt octobre 1505), seigneur de Neuchâtel, de Montrond et de Clémont, sans enfant,
- Marguerite, chanoinesse à Remiremont (+1493),
- Catherine, (1456 - Baume juin 1501), princesse-abbesse de l'abbaye de Remiremont (1473-1474) et de l'abbaye Sainte-Odile de Baume les Dames (1493),

D'une relation hors mariage il a Antoine, (? - 18 juin 1532), seigneur de Montrond : il épouse Marguerite, fille de Lancelot de Vaudrey (frère de Guillaume) et de Philiberte de Loisy.
Claude de Neufchâtel-Bourgogne, (vers 1449 - 24 février 1505), seigneur de Neuchâtel, d'Épinal, du Fays et de Chamabou, vicomte de Baume-les-Dames, lieutenant-général du Luxembourg et de Bourgogne, maréchal de Bourgogne (1449-1505), chevalier de la Toison d'or (1491).
Mariage et succession :

Il épouse, le 1er/16 mai 1465, Bonne de Bolchen, (? - après 1518), dame de Grancey et de Soleuvre, fille de Jean de Soleuvre et de Marguerite d'Autel, de qui il a :
- Thiébaud XI, (1478 - 1501), seigneur de Soleuvre, fin de la branche aînée en ligne masculine.

### Branche des Neufchâtel-Frasne
Amédée de Neuchâtel († apr. 1264), fils de Fromond [II], hérite de la seigneurie de Frasne(-le-Château) (Haute-Saône). Il est l'auteur de la branche des Neufchâtel-Frasne qui donne plusieurs connétables de Bourgogne et qui s'éteindra au cours du XIVe siècle.

### Branche des Neufchâtel-Montaigu
Thiébaud VI de Neufchâtel épouse Marguerite de Chalon-Bourgogne († av. 1400). À la mort de son frère, Jean II de Bourgogne († av. 1373), Marguerite hérite notamment des terres de Montaigu [en Bourgogne], d'Amance et de Fontenoy. Dans son testament de décembre 1400, Thiébaud VI distribue les biens de son épouse entre ses deux cadets, Humbert et Jean, ainsi qu'à son petit-fils Thiébaut VIII. Thiébaut VII est mort, peu avant, lors de la bataille de Nicopolis (1396). Jean cherche négocie avec son neveu un nouveau partage et obtient l'ensemble de l'héritage de sa mère, dont Montaigu, et porte désormais le titre de seigneur de Montaigu.
En 1432, Jean Ier fait de son petit-neveu Jean II, fils de Thiébaut VIII, son héritier de l'ensemble de ses biens. Au décès de ce dernier, son fils Fernand(e/o), hérite de Montaigu. La branche s'étant ralliée au roi de France, Fernand(e/o) rend hommage au roi pour sa terre, en 1505. Fernand, sans descendance masculine, meurt mars 1522. Anne, la fille aînée de son second mariage, hérite de Montaigu avec son époux, Christophe de Longwy.

## Filiation
Les filiations du XIXe siècle — abbés Richard (1840) et Loye (1880/1890) — ont été mises à jours à la suite des travaux de Faget de Casteljau (1975, 1977), Debry (depuis 1975) et Birquy (2008, 2010, 2012),,. Muller (2015) publie en annexes de sa thèse de doctorat un dossier généalogique du lignage des Neufchâtel. Dix générations se succèdent à la suite de Thiébaut/Thiébaud Ier, la branche aînée s'éteint en ligne mâle en 1505, la branche cadette prend fin en 1521.

Sauf mention contraire, les dates correspondent aux premières et aux dernières mentions dans la documentation. Le système de numérotation peut varier notamment chez les auteurs du XIXe siècle ou encore les généalogies publiées sur des sites en ligne.
- Humbert de Dramelay (de Tramelay), seigneur de Neuchâtel.
  - Guillaume (1225), seigneur de Châtillon(-sous-Maîche).
    - Eudes/Odon [II] († 1263), ∞ N.N., héritière de la famille comtale de La Roche.
      - auteur de la seconde famille de La Roche.

  - Fromond [II] (1200, 1213), seigneur de Neufchâtel et de Frasne, ∞ N.N. de Rougemont.
    - Thiébaut/Thiébaud Ier (1210, 1268), seigneur de Neuchâtel, ∞ (1°) Perrette de Dampierre ; ∞ (2°, av.1238) Élisabeth de Jonvelle († apr. 1268), sans postérité.
      - (1) Richard Ier, seigneur de Neuchâtel, ∞ (av.1255) Marguerite de Montfaucon-Montbéliard († apr. 1324).
        - Thiébaut/Thiébaud III, seigneur de Neuchâtel, ∞ (av.1298) Agnès de Châteauvillain († apr. 1273).
          - Richard II, seigneur de Neuchâtel. Sans postérité.
          - Thiébaut/Thiébaud IV, seigneur de Neuchâtel, ∞ (av.1290) Agnès de Geroldseck († 1342).
            - Thiébaut/Thiébaud V, seigneur de Neuchâtel, ∞ (1°, 1335) Jeanne de Chalon-Auxerre ; ∞ (2°, 1342) Catherine de Chalon-Arlay, sans postérité.
              - Thiébaut/Thiébaud VI († 1400), seigneur de Neuchâtel, ∞ (1360) Marguerite de Chalon-Bourgogne († av. 1400), dame de Montaigu [en Bourgogne], de Montrond et de Fontenoy.
                - Thiébaut/Thiébaud VII, seigneur de Neuchâtel, ∞ (1373) Alix de Joinville-Vaudémont († 1413).
                  - Thiébaut/Thiébaud VIII (v.1386/87 † 1459), seigneur de Neuchâtel, ∞ (1°, 1398) Agnès de Montbéliard († 1439) ; ∞ (2°, 1440) Guillemette de Vienne († 1472).
                    - (1) Thiébaut/Thiébaud [IX] (v.1412 † 1469), le Jeune, seigneur de Neuchâtel, ∞ (1438) Bonne de Châteauvillain († 1474).
                      - Thiébaut X (1438 † 1462), l'Aîné, seigneur de Neuchâtel, d'Héricourt, maréchal de Bourgogne. Sans postérité.
                      - Agnès († 1474), chanoinesse de Remiremont.
                      - Henri (1440 † 1504), seigneur de Neuchâtel, d'Héricourt, d'Épinal, de Châtel-sur-Moselle, de Bainville, de Grancey et de Chaligny, maréchal et lieutenant-général de Bourgogne, gouverneur de Bar, ∞ Jeanne de Chalon-Arlay. Sans postérité.
                      - Jeanne (1448 † 1488), ∞ (1463) Girard de Longwy. Sans postérité.
                      - Antoine Ier (v.1448/49 † 1495), abbé du monastère de Luxeuil, puis évêque de Toul (1461-1495).
                      - Claude (v.1449 † 1505), seigneur de Neuchâtel, d'Épinal, du Fays et de Chamabou, lieutenant-général du Luxembourg et de Bourgogne, maréchal de Bourgogne (1449-1505), chevalier de la Toison d'or (1491), ∞ (1465) Bonne de Boulay († apr. 1518), dame de Fay. 
                        - Thiébaut XI, seigneur de Neuchâtel. Sans postérité.
                        - Élisabeth, ∞ (1°, 1505) Félix [I] de Werdenberg ; ∞ (2°, 1533) Dietrich [IV] de Manderscheid. Sans postérité.
                        - Bonne, ∞ (1°, 1500) Louis de Blâmont ; ∞ (2°, 1505/06) Guillaume de Furstenberg († v. 1549). Sans postérité

                      - Léonard/Lienard († v. 1475/78), chanoine à Besançon et Verdun.
                      - Louis († v. 1479/80). Sans postérité.
                      - Jacques (v.1451 † 1490), abbé.
                      - Marguerite, abbesse de Baume-les-Dames (1493)
                      - Catherine (v.1456 † 1501), princesse-abbesse de l'abbaye de Remiremont (1473-1474) et de l'abbaye Sainte-Odile.
                      - Guillaume (v.1458 † 1505), seigneur de Neuchâtel, de Montrond et de Clémont.
                        - (x) Antoine.

                    - (1) Jean II (1417/18-1489), seigneur de Montaigu (héritier de Jean I), ∞ (1437) Marguerite de Castro († av. 1479).
                      - Philippe (v.1438, † 1488), seigneur de Montaigu, de Fontenoy, 1482 vicomte de Lunel, ∞ Catherine de Baden-Hachberg (v.1450 † 1498). Sans postérité.
                      - Isabeau/Isabelle (v.1442/43 † 1479), ∞ (1457) Louis de Vienne, seigneur de Ruffey († v. 1483/86). Dont postérité.
                      - Charles († 1498), archevêque de Besançon (1463-1498 ), évêque commendataire de Bayeux (1480-1498), Président des Etats de Bourgogne (1489).
                      - Isabelle († 1471), ∞ (1458) Philibert/Philippe de La Palud († 1473), comte de La Roche. Dont postérité.
                      - Jean III († 1510), seigneur de Saint-Aubin, ∞ (av.1493) Catherine de Rougemont († 1500). Sans postérité.
                      - Fernand(e/o) (v.1452 † 1522), seigneur de Montaigu, de Marnay, ∞ (1°, 1468) Madeleine de Fénétrange, dont postérité ; ∞ (2°, 1497) Claude de Vergy († 1512), dont postérité ; ∞ (3°, 1514) Étiennette de la Baume † av. 1521, sans postérité.
                        - (1) Marguerite, ∞ (1478) Henri de Thierstein, fils du maréchal de Lorraine. Sans postérité.
                        - (1) Anne, ∞ (1488) Guillaume de Dommartin. Dont postérité.
                        - (1) Perrette.
                        - (1) Barbe, ∞ (1502) Gérard de Plaine. Dont postérité.
                        - (2) Antoinette, ∞ (1514/17) Philippe Vido.
                        - (2) Anne, ∞ (v.1520) Christophe de Longwy.
                        - (x) Philiberte († 1531), ∞ Claude de Tenarre. Sans postérité.
                        - (x) Huguette.

                      - Marguerite (v.1451 † 1476), religieuse à Sainte-Waudru (Mons).
                      - Jeanne (v.1449 † 1475), ∞ (1463) Guillaume Ier, seigneur de Rappoltstein († 1507)).
                      - Avoye (v.1465 † † 1493), ∞ (1483) Hélyon (Louis) de Grandson, seigneur de Lamarche-sur-Saône († 1505)).
                      - (x) Jeanne (1489).
                      - (x) Estevenette (1489).

                    - (x) Henri († 1504/06), curé de Gy, chanoine du chapitre métropolitain et chambrier de l'archevêque de Besançon.
                    - (2) Bonne, ∞ (1°, 1452) Antoine de Vergy, dont postérité ; ∞ (2°, 1467) Jean de la Baume, dont postérité.
                    - (2) Antoine († 1472), seigneur de Clémont, L'Isle-sur-le-Doubs, du Chastelot, Pesmes et Valay. Sans postérité.

                  - Margueritte, ∞ (1399) Bernard de Ray, demi-frère de Guillaume de Ray. Dont postérité.

                - Humbert, religieux.
                - Jean Ier, seigneur de Montaigu, ∞ (1398) Jeanne de Ghistelles († apr. 1424), veuve de Jean de Chalon de Chatelbelin. Sans postérité.
                  - branche bâtarde.

                - Catherine, ∞ (1°, 1386) Guillaume de Ray, sans postérité ; ∞ (2°) Jean de Vauvillers, dont postérité.
                - Alix, ∞ (1389) Thüring VIII de Ramstein, sire de Zwingen.
                - Jeanne, ∞ (1°, 1382) Liébaud/Liébaut de Beauffremont, seigneur de Soye,  ∞ (2°, 1395) Frédéric/Ferry de Hattstatt, futur grand bailli du Sundgau et du Brisgau.

              - Jean, religieux.
              - Catherine, ∞ (1366) Vauthier de Cusance. Dont postérité.
              - Alix, ∞ (av.1355) Humbert de Rougemont. Dont postérité.
              - Mahaut, ∞ (1355) Jean d'Arberg, seigneur de Valangin.

            - Vérène, ∞ (1°, 1329) Rodolphe [III] de Neuchâtel, ∞ (2°, av.1352) comte Jean II de Habsbourg-Lauffenbourg. Dont postérité.
            - Catherine, ∞ (1343) comte Louis Ier de Neuchâtel. Dont postérité.
            - Marguerite, ∞ Jean [III] de La Fauche. Dont postérité.
            - Jeanne, ∞ (1°, av.1355) Henri de Belvoir, sans postérité ; ∞ (2°) Hugues II de Rigny (Frolois?), dont postérité.

          - Érard [II]. Sans postérité.
          - Catherine, ∞ (v.1300) Jean II de Faucogney. Dont postérité.
          - Marguerite, ∞ (v.1302) Jean comte de La Roche. Dont postérité.

        - Beatrix/Béatrice, ∞ (av.1303) Jacques de Grandson (1263 † av. 1303), seigneur de Grandson et Belmont. Dont postérité.
        - Marguerite, ∞ (1°, av.1282) Gérard/Guy de Cusance († av. 1302) ; ∞ (2°, av.1302) Jacques d'Auxelles. Dont postérité issue des deux mariages.

      - (1) Thiébaut/Thiébaud II. Sans postérité.
      - (1) Eudes, doyen de Besançon.
      - (1) Érard Ier, chanoine à Besançon.
      - (1) Agnès, sœur à Baume-les-Dames.

    - Amédée (1210, 1264), seigneur de Frasne(-le-Château), ∞ Agnès de Montbéliard.
      - Guillaume, seigneur de Frasne', ∞ Guyette de Vienne.
      - Girard († av. 1267), seigneur de Frasne, ∞ Damète de Traves.
        - Thibaut.
        - Jean († av. 1295), seigneur de Frasne, ∞ (1°) N.N. ; ∞ (2°) Isabelle de Brixey de Boulémont, († apr. 1295), dame de Francheville.
          - (1) Thibault, ∞ Isabelle d'Auxelles.
            - Jean, seigneur de la Rochelle.

          - (2) Richard II, seigneur de Frasne, ∞ Jeanne de Ruffey.
            - Jacquot.

          - (2) Jean.
          - (2) Jeanne, dame de Franois, ∞ (1°) Thibauld d'Oiselet, seigneur de Cordiron ; ∞ (2°) Jacques d'Auxelles.

        - Aime.
        - Beatrice.

      - Béatrice, († apr. 1264), dame de Morteau, ∞ Odon/Eudes d'Arguel († apr. 1245/46), sénéchal de l'Église de Besançon.

    - Clémence, ∞ Pierre [IV] de Scey, seigneur de Ceys.

  - Amédée de Tramelay (Dramelay), archevêque de Besançon (1193-1220).
  - Alaïs/Alix de Dramelay.

## Personnalités

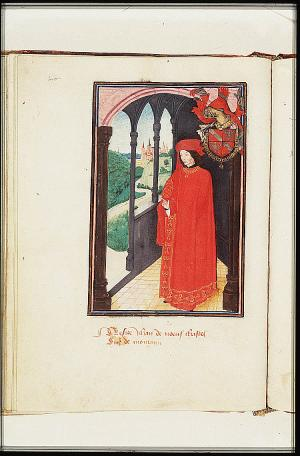
Jean Ier de Neufchâtel-Montaigu dans Statuts, Ordonnances et Armorial de l'Ordre de la Toison d'Or
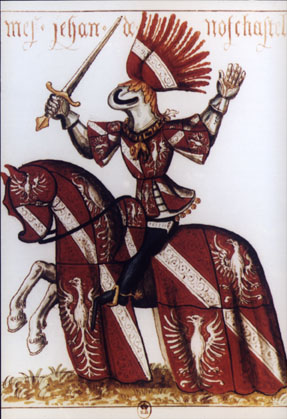
Jean Ier de Neufchâtel-Montaigu dans le Grand Armorial équestre de la Toison d'or
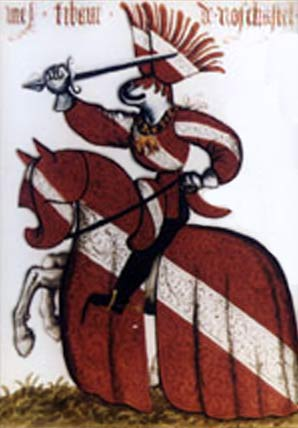
Thiébaut VIII de Neufchâtel dans le Grand Armorial équestre de la Toison d'or
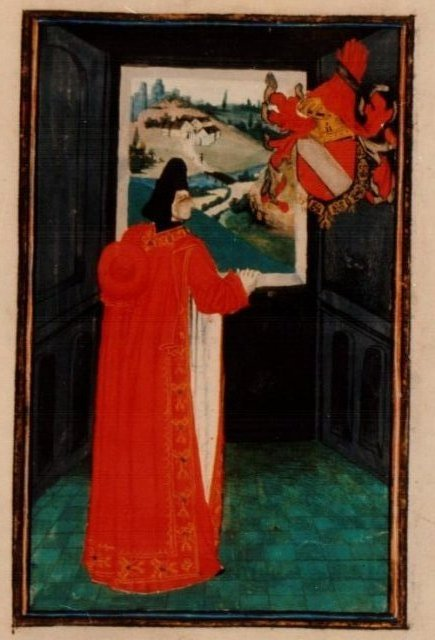
Thiébaut IX de Neufchâtel dans Statuts, Ordonnances et Armorial de l'Ordre de la Toison d'Or

### Chevaliers de l'ordre de la Toison d'or
- Jean Ier de Neufchâtel († 1433), seigneur de Montaigu-Vaurmacoul, Amance, Fontenoy, Saint-Lambert, vicomte de Blaigny, Grand bouteiller de France, conseiller et chambellan du roi, grand maître de la maison du duc de Bourgogne, maréchal du duché de Bourgogne, gardien de la Comté et de Luxueil, apanagé de la terre de Montaigu et auteur de la tige des Neufchâtel-Montaigu, un des premiers chevaliers de l'ordre en 1430, mais exclu 1431, pour avoir fui lors de la bataille d'Anthon, le 11 juin 1430[54],[55].
- Thiébaut VIII de Neufchâtel (1387 † 1459), seigneur de Neuchâtel, de Châtel-sur-Moselle, Chaligny et de Pesmes, comte de Blâmont, grand maître de France (1418-1422), chevalier (1433, lors de la troisième création)[56].
- Jean II de Neufchâtel († 1489), seigneur de Montaigu, fait chevalier en 1451, mais exclu en 1481[57].
- Thiébaut IX de Neufchâtel (v. 1412 † 1469), seigneur de Neuchâtel, de Blamont, de Châtel-sur-Moselle et d'Épinal, obtenant les charges de maréchal de Bourgogne (1442), puis celle de gouverneur (1443), puis cumule les deux jusqu'à sa mort[58], gouverneur de Bar et conseiller de Philippe le Bon ainsi que de Charles le Téméraire, fait chevalier en 1461.
- Claude de Neufchâtel-Bourgogne (v.1449 † 1505), seigneur de Neuchâtel, d'Épinal, du Fays et de Chamabou et vicomte de Baume-les-Dames, lieutenant-général du Luxembourg (-1488) et de Bourgogne et de maréchal de Bourgogne (1483, 1498), chevalier de la Toison d'or (1491)[59],[60].

### Religieux
- Jean de Neufchâtel († 1398), pseudo-cardinal du XIVe siècle créé par l'antipape d'Avignon Clément VII[59],[61].
- Humbert de Neufchâtel († 1417/18), évêque de Bâle (élu en 1399), prévôt de Moutier-Grandval (1399)[59],[62].
- Charles de Neufchâtel (1442 † 1498), archevêque de Besançon (1463 à 1478).
- Antoine Ier de Neufchâtel († 1495), évêque de Toul (1461 à 1495).
- Jacques († 1490), abbé.
- Marguerite, abbesse de Baume-les-Dames (1493).
- Catherine († 1501), princesse-abbesse de l'abbaye de Remiremont (1473-1474) et de l'abbaye Sainte-Odile.
- Marguerite II († 1549), abbesse de Baume-les-Dames (1510 à 1549)[63].

## Sceau, armoiries, devises
Thiébaut Ier, seigneur de Neu(f)châtel (ego theobaldus de Castello Novo) utilise un sceau en septembre 1215 lors de son hommage à Thibaud IV, comte de Champagne, sur lequel apparaît pour la première fois les armes familiales, un écu à la bande.
| Figure               | Blasonnement |
| Armes des Neufchâtel | Armes de la famille de Neufchâtel De gueules, à la bande d'argent., Adage : Fierté de Neufchâtel ou Fiers et Outrecuydance de Neufchâtel ou encore, selon Richard (1840) fiefs de Neuchâtel.                                            |
|                      | Armes de Jean Ier de Neufchâtel-Montaigu Écartelé aux 1 et 4 de gueules à la bande d'argent (de Neufchâtel) et aux 2 et 3 de gueules à l'aigle d'argent (de Bourgogne).,                                                                |
|                      | Armes de Claude de Neufchâtel (v.1449†1505), fils de Thibaud IX, Seigneur du Fays, vicomte de Baume, seigneur d'Épinal, chevalier de la Toison d'or. De gueules à la bande d'argent (de Neufchâtel), brisé d'un lambel d'azur brochant. |

## Possessions
Les possessions familiales s'accroissent au XIIIe siècle, dépassant les possessions de Neuchâtel, avec l'implantation dans la Franche Comté de Bourgogne entre Besançon et Montbéliard. À la fin du siècle suivant, cette aire d'influence s'étend dans les régions voisines du duché de Bourgogne, de Lorraine et du Barrois, ainsi qu'au Luxembourg.
Les travaux de Vianney Muller (2015) ont permis la présentation du patrimoine castral des Neufchâtel. L'un de ses article présente une synthèse sur les « trente-sept forteresses, tenues directement par le lignage, et transmises sur deux générations au moins, entre le début du XIII et le début du XIV siècle ».
Liste non exhaustive des biens possédés, :
- château de Neuchâtel (XIIIe – XVIIe siècles), seigneurie, actuelle commune de Neuchâtel-Urtière (Doubs)[73].
- château de L'Isle (XIIIe – XVIIe siècles), édifié par les Neufchâtel dans le premier tiers du XIIIe siècle, actuelle commune de L'Isle-sur-le-Doubs (Doubs)[24].
- Amance (XIIIe – XVIe siècles), actuelle commune de Bremondans (Haute-Saône)[74]. La tour occidentale de l’enceinte urbaine possède une sculpture aux armes des Neufchâtel-Montaigu.
- château du Chastelot (XIVe – XVIe siècles), obtention de la suzeraineté de la terre, de la maison-forte et la châtellenie vers la fin du XIVe siècle, sur l'actuelle commune de Blussangeaux (Doubs)[75].
- Chamabon (XIIIe – XVe siècles), sur l'actuelle commune d'Écurcey (Doubs)[76].
- maison forte de Lavoncourt (XVe siècle) , sur l'actuelle commune de Lavoncourt (Doubs)[77].
- château de Fontenoy (1360-1477), acquisition par mariage, sur l'actuelle commune de Fontenoy-le-Château (Vosges)[78].
- château de Clémont (1261-XVIe siècle), sur l'actuelle commune de Montécheroux (Doubs)[79].
- château de Fondremand, tour seigneuriale qui a probablement été édifiée par Thiébaut VI, sur l'actuelle commune de Fondremand (Haute-Saône)[80].

Seigneuries en engagère :
- château de Chauvelier (début XIVe siècle-1426)[81].